# Gara Gheorgheni
Gara Gheorgheni este o gară care deservește municipiul Gheorgheni, județul Harghita, România.